# ZFK CSKA Moscú
El ZFK CSKA Moscú (en ruso: ЖФК ЦСКА Москва) es un club de fútbol femenino de Moscú, Rusia. Fundado en 1990 y refundado en 2016, pertenece al club deportivo CSKA Moscú y compite en el Campeonato Ruso de fútbol.

## Historia

### Era soviética
Fue fundada originalmente en 1990 para el nuevo Campeonato Soviético de fútbol femenino que duró dos temporadas tras la Disolución de la Unión Soviética. Con la creación del Campeonato Ruso de fútbol el CSKA jugó dos temporadas y en 1994 disolvió su rama de fútbol femenino.

### Regreso
El club regresó a la competencia en la temporada 2016, tras la quiebra del Zorky Krasnogorsk ocupando su lugar. El CSKA obtuvo su primer título en 2017 al ganar la Copa de Rusia Femenina. En 2019 se coronó campeón de la liga, lo cual repetiría al año siguiente, debutando en la Liga de Campeones Femenina de la UEFA.

## Palmarés

### Títulos nacionales
| Competición nacional            | Títulos    | Subcampeonatos         |
| ------------------------------- | ---------- | ---------------------- |
| Campeonato Ruso de fútbol (2/4) | 2019, 2020 | 2021, 2022, 2023, 2024 |
| Copa de Rusia Femenina (1/1)    | 2017       | 1920                   |